# Глухота белых кошек

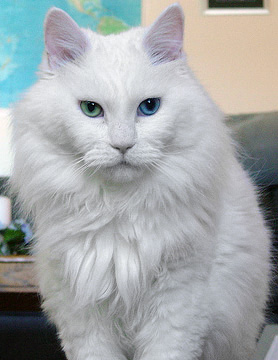
Глухой, разноглазый белый кот.

Глухота белых кошек — нарушение слуха, возникающее у некоторых белых кошек, возникающее из-за дегенерации внутреннего уха. Это отклонение часто ассоциируется с голубым цветом радужной оболочки глаз. Глухота может быть на оба уха или односторонней. Некоторые кошки, могут иметь глаза разного цвета,  причём глухота бывает обычно в ухе, расположенном со стороны голубого глаза.
В исследовании, проведённом в 1997 году, были обследованы кошки с разной степенью нарушений слуха. У более 72 % белых кошек обнаружилась глухота. Кортиев орган у таких кошек дегенерирует полностью в первые несколько недель после рождения. Через несколько месяцев начинают разрушаться нервные клетки улитки внутреннего уха. Однако, даже в течение первых недель слуховые раздражители не возбуждают ответа в мозговом стволе. Из этого следует, что у таких животных с рождения не возникало звуковых ощущений.

## Генетика белого окраса у кошек

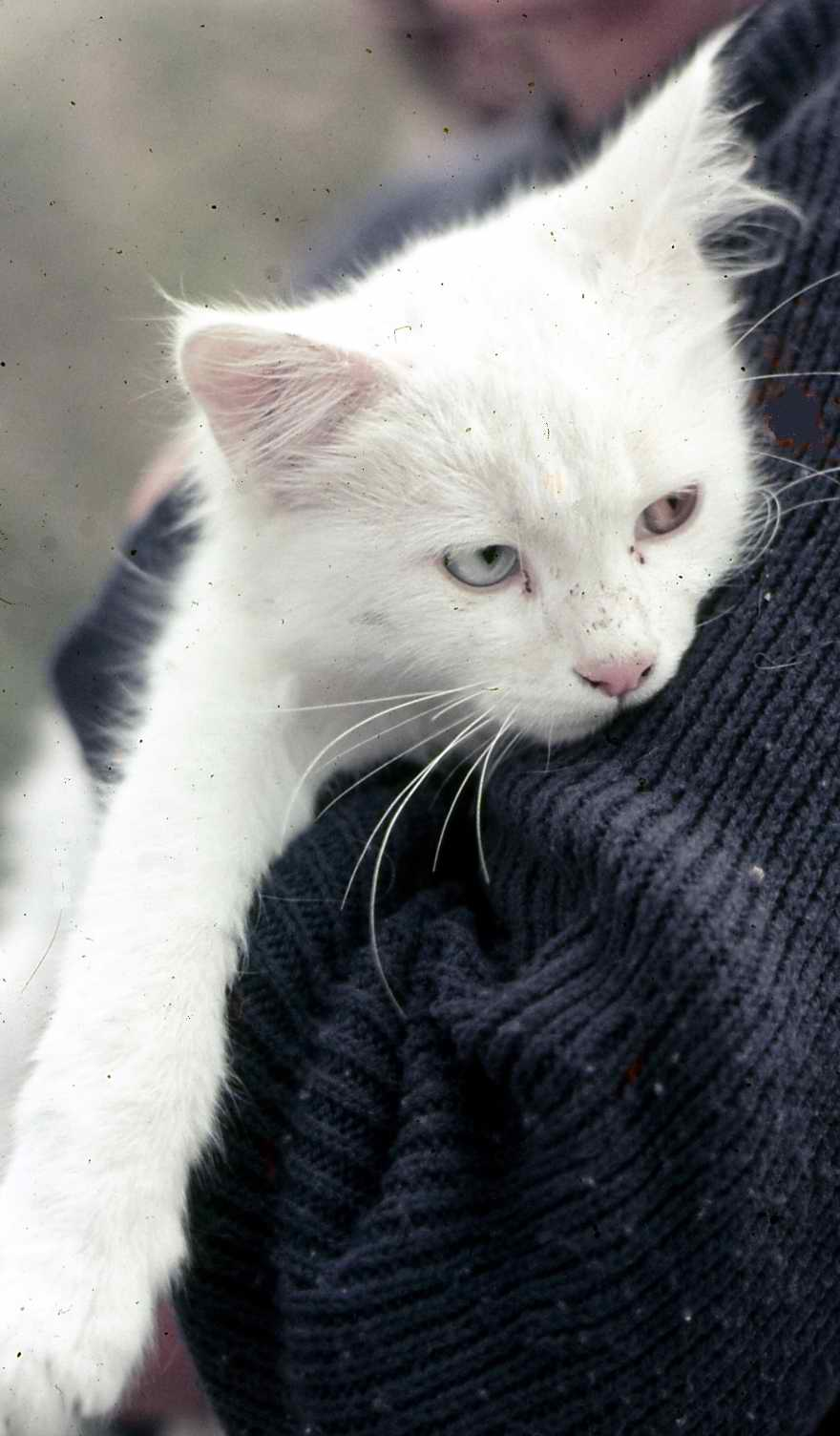
Полностью белая ван-кедиси в Исследовательском центре ванской кошки

Генетические причины глухоты у белых кошек достаточно хорошо изучены. Глухота у белых кошек вызвана воздействием доминантной аллели гена белого окраса шкурки W-, который приводит в действие определённые процессы, происходящие на ранних стадиях развития эмбриона, когда в районе нервной трубки выделяется группа специфических клеток и меланобластов. Предназначение меланобластов — производство пигмента и транспортировка его в каждый волос шерсти кошки. Однако волосы растут не в районе нервной трубки, а на коже. Поэтому меланобласты, для состыковки с волосяными фолликулами должны совершать длительные миграции в теле эмбриона от нервной трубки к коже и сетчатке глаза, которые расположены на значительном расстоянии от нервного гребня. Одни меланобласты преодолевают это расстояние и прибывают к месту назначения точно в тот момент, когда волосяные фолликулы и сетчатка уже развиты.
В процессе одомашнивания кошки (как и других домашних животных) возникла доминантная мутация, которая нарушает способность этих клеток к миграции, вышеназванная мутация доминантной белой окраски Dominant White (W-). Поскольку меланобласты у кошек гомо- и гетерозиготных по этой мутации не способны завершить миграцию в процессе онтогенеза корректным образом, они не способны синтезировать пигмент для волоса, и шерсть вырастает белой. Иногда им удаётся все-таки успеть внедриться в волосяные фолликулы, расположенные на голове кошки, и тогда там наблюдаются небольшие окрашенные участки. Количество меланобластов, достигших сетчатки, у разных носителей этой мутации может быть разным. Если их много, то глаза имеют нормальный жёлтый цвет, если очень мало — голубой. Бывает и так, что в один глаз попало много, а другой мало. В таком случае получается разноглазый кот: один глаз у него жёлтый, другой голубой. Явление разноглазия (полной гетерохромии глаз (Heterochromia iridis), которое встречается у некоторых видов домашних животных, а также у человека, на сегодняшний день также достаточно хорошо изучено.
Доминантная аллель гена белого окраса нарушает способность к миграции не только меланобластов, но и некоторых других клеток, дифференцирующихся в районе нервной трубки эмбриона. Как пишет И. Шустрова в книге «Основы общей генетики»: «Долгое время существовало устойчивое убеждение — один ген определяет один признак. Так ли это? Попробуем провести другой эксперимент: скрестить белую голубоглазую и глухую кошку с цветным (хотя бы тем же черным) желтоглазым и нормально слышащим котом. Похоже на тригибридное наследование — как будто имеются три различных признака. Все котята от этого скрещивания будут белыми, а вот во втором поколении появятся и цветные котята. Но что любопытно, среди этих котят голубоглазые и глухие будут встречаться только среди белых потомков. Мало того, среди них могут оказаться и голубоглазые на один глаз (или глухие на одно ухо). И ничего подобного не обнаружится среди цветных котят. Оказывается, доминантная аллель W гена белого окраса определяет не только окрас, но и глухоту, и цвет глаз. Это явление — влияние одного гена на несколько признаков — называется плейотропией. Кстати, расщепление среди белых котят на голубоглазых, разноглазых и желтоглазых, глухих и нормально слышащих будет отнюдь не менделевским».
Связь между белым цветом шерсти, голубым цветом глаз и глухотой отмечал ещё Дарвин. Хотя надо сказать, что такие плейотропные эффекты гена W, как голубые глаза и глухота, проявляются не у всех его носителей. Данные о частоте появления этих побочных эффектов гена W, согласно результатам исследований Центра здоровья кошек при Корнеллском университете, таковы: 17-22 % белых кошек с глазами не голубого цвета рождаются глухими, 40 % белых разноглазых кошек рождаются глухими, и, наконец, 65-85 % полностью белых кошек, имеющих оба глаза голубого цвета, глухие от рождения. При этом, глухота у разноглазых полностью белых кошек бывает со стороны голубого глаза.
Эти побочные эффекты, равно как и белый цвет шерсти, не должны существенно снижать приспособленность носителей гена W. Тем не менее, и плодовитость, и жизнеспособность гомозигот WW несколько снижена. Видимо, эта мутация обладает ещё какими-то, неизвестными воздействиями на развитие жизненно важных функций. Очень сходные как по основному действию, так и по плейотропным эффектам мутации описаны у лисицы, мыши, норки и человека. При синдроме Ваарденбурга у людей обнаруживается белая прядь волос; 5 % из них имеют глаза разного цвета и страдают глухотой. Если мутация W приводит к практически полному подавлению миграционной способности меланобластов, то полудоминантная мутация белой пятнистости Piebald Spotting (символ S) умеренно снижает скорость миграции.